# James V. McConnell
James V. McConnell (26 de octubre de 1925-9 de abril de 1990) fue un biólogo y psicólogo de animales estadounidense. Debe su fama sobre todo a sus investigaciones sobre el aprendizaje y la transferencia de memoria en planarias, llevadas a cabo en los años 50 y 60. 
McConnell realizó la mayor parte de su carrera académica en el departamento de psicología de la Universidad de Míchigan, de la que fue profesor desde 1963 hasta su jubilación, en 1988. Fue un científico poco convencional, que editaba su propia revista científica, el Journal of Biological Psychology. Esta revista se editaba unida al Worm Runner's Digest, una revista de humor sobre las planarias. En un primer momento, McConnell publicaba tanto artículos serios como satíricos en el Journal, pero algunos lectores se quejaron de que resultaba difícil, por no decir imposible, distinguir unos de otros. Por ello, decidió publicar el Digest con las hojas orientadas al revés, cabeza abajo respecto al Journal, para dejar claro qué artículos eran satíricos; pero esto creó a su vez problemas, pues algunas bibliotecas devolvían el Journal a la editorial creyendo que les había llegado un ejemplar mal encuadernado. McConnell encontraba sumamente divertido todo el asunto. 
Su estudio «Transferencia de memoria a través del canibalismo en planarias», publicado en el Journal of Neuropsychiatry, sostenía que las planarias que devoraban a otras planarias que habían sido condicionadas para responder a un estímulo aprendían a responder a dicho estímulo más rápido que otras planarias. McConnell consideraba esto una evidencia de que la memoria tiene una base química, una sustancia distribuida por el cuerpo a la que denominó «memoria ARN». Aunque sus hallazgos recibieron abundante publicidad, otros científicos no pudieron reproducirlos, y por tanto cayeron en el descrédito; sin embargo, a finales de los 90 se descubrió que había muchos tipos de moléculas de ARN, y que la función de éstas era más compleja de lo que se creía, lo que abre la puerta a una revaluación de los experimentos de McConnell, siempre y cuando se logre replicarlos.
En los 60, pasó muchas tardes conversando con sus alumnos en sus habitaciones. Le gustaba hacer afirmaciones provocadoras. Convencido de que la memoria tenía una base química, solía decir que en el futuro se programaría a la humanidad mediante drogas, de modo que una persona pudiera aprender a tocar la guitarra o memorizar la obra completa de Shakespeare ingiriendo una pastilla o mediante una inyección. En una ocasión comentó que preferiría ser programador que programado. 
McConnell fue una de las víctimas de Theodore Kaczynski, Unabomber. El 15 de noviembre de 1985 McConnell recibió un paquete al que acompañaba la siguiente nota:  «Me gustaría que leyese este libro. Cualquiera en su posición debería leerlo». El ayudante de McConnell, Nicklaus Suino, abrió el paquete, que resultó ser una bomba. A consecuencia de la detonación, McConnell sufrió una pérdida de audición permanente.

## Publicaciones
- R. Thompson and J. V. McConnell (1955) «Classical conditioning in planarian, Dugesia dorotocephala», J. Comp. Physiol. Psych. 48, 65-68.
- J. V. McConnell, (1962) «Memory transfer through cannibalism in planarium», Journal of Neuropsychiatry 3 suppl 1 542-548
- R.A Block and J. V. McConnell, (1967) «Classically conditioned discrimination in the Planarian, Dugesia dorotocephala», Nature, 215, 30 de septiembre de 1465-6
- G. Chapouthier, (1973) «Behavioral studies of the molecular basis of memory», in: The Physiological Basis of Memory (J.A. Deutsch, ed.), Academic Press, New York and London, Chap. l, l-25.